# Кованице аустријског евра
Кованице аустријског евра имају јединствени дизајн за сваки апоен, са заједничком темом за сваку од три серије новчића. Мали новчићи садрже аустријско цвеће, примери средњих кованица архитектуре из Аустријског главног града, Беча и две велике кованице имају ликове познатих Аустријанаца. Све је дизајнирао Јосеф Кајзер; садрже на себи и 12 звезда, симболе Европске уније и годину отиска.
| € 0,01 | € 0,02 | € 0,05                                                                         |
| --- | --- | ------------------------------------------------------------------------------ |
| | |                                                                                |
| Алпска линцура као симбол аустријске улоге у развоју еколошке политике ЕУ.                                | Алпски Рунолист као симбол аустријске улоге у развоју еколошке политике ЕУ.                                                    | Алпска Јагорчевина као симбол аустријске улоге у развоју еколошке политике ЕУ. |
| € 0,10 | € 0,20 | € 0,50                                                                         |
| | |                                                                                |
| Катедрала Св. Стефана, приказ Бечке Готичке архитектуре из 1160. године.                                  | Палата Белведере, пример барокне архитектуре, која симболизује националну слободу и суверенитет.                               | Бечка сецесија у кругу, симболизује рођење сецесије и новог доба у земљи.      |
| € 1,00 | € 2,00 |                                                                                |
| | |                                                                                |
| Моцарт (са својим потписом), познати аустријски композитор, у вези са идејом Аустрије као "земље музике". | Берта фон Сутнер, радикални аустријски пацифист и добитник Нобелове награде за мир, као симбол труда Аустрије за подршку мира. |                                                                                |

## Проток количине кованица
У следећој табели приказана је количина кованица за све аустријске еуре, по апоенима годишње (бројеви су приказани у милионима).
| Вредност                                                                                                   | €0,01 | €0,02 | €0,05 | €0,10 | €0,20 | €0,50 | €1,00 | €2,00 | €2,00 Ком. |
| --- | ----- | ----- | ----- | ----- | ----- | ----- | ----- | ----- | ---------- |
| 2002 | 378,4 | 326,4 | 217,0 | 441,6 | 203,4 | 169,1 | 223,5 | 196,4 | *          |
| 2003 | 10,8  | 118,5 | 108,5 | 0,01  | 50,9  | 9,1   | 0,15  | 4,7   | *          |
| 2004 | 115,0 | 156,4 | 89,3  | 5,2   | 54,8  | 3,1   | 2,6   | 2,5   | *          |
| 2005 | 174,7 | 163,2 | 66,1  | 5,2   | 4,1   | 3,1   | 2,6   | *     | 6,88       |
| 2006 | 48,3  | 39,8  | 5,6   | 40,0  | 8,2   | 3,2   | 7,7   | 2,3   | *          |
| 2007 | 111,9 | 72,2  | 52,7  | 81,3  | 45,0  | 3,0   | 41,1  | *     | 8,905      |
| 2008 | 50,9  | 125,1 | 96,7  | 70,2  | 45,3  | 3,0   | 65,5  | 2,6   | *          |
| 2009 | 158,9 | 120,4 | 5,8   | 15,9  | 49,8  | 14,7  | 40,3  | *     | *          |
| 2010 | 168,5 | 104,2 | 63,7  | 42,8  | 4,2   | 30,0  | 11,2  | 17,0  | *          |
| 2011 | 189,6 | 148,6 | 66,6  | 27,6  | 21,3  | 6,0   | 8,0   | 27,7  | *          |
| 2012 | 169,3 | 78,1  | 35,3  | 25,0  | 10,8  | *     | *     | 21,2  | 10,94      |
| 2013 | **    | **    | **    | **    | **    | **    | **    | **    |            |
| * Те године није било кованог новца ** Подаци још нису доступни *** Мале количине које су коване за сетове |       |       |       |       |       |       |       |       |            |

## €2 комеморативни новчићи
- 50, годишњица Римског уговора (2007)
- Десет година економске и монетарне уније Европске уније (ЕМУ) и увођење евра (2009)
- 10. годишњица издавања евро кованица и новчаница (2012)

## Остали комеморативни новчићи (колекционарски новчићи)
Аустрија има велику колекцију евро-комеморативних новчића, углавном у сребру и злату, али такође користе и друге материјале (нпр. ниобијум). Њихова номинална вредност креће се од 5 евра до 100 евра. Ово се углавном ради као наслеђе старе националне праксе ковања златних и сребрних новчића. Ови новчићи нису намењени да се користе као средства плаћања, тако да генерално не циркулишу. Ево неколико примера:
- Злато, 50 евра, Моцарт (2006)
- Сребро и ниобијум, 25 евра, Европска навигација сателитима (2006)
- Сребро, 20 евра, Аустријска трговачка морнарица (2006)

## Јавно мњење
Јавна подршка евру у Аустрији према истраживањима Еуробарометра